# Smon
Smon ist ein Maschinensprachemonitor für den Heimcomputer Commodore 64. Das Programm wurde von N. Mann und Dietrich Weineck geschrieben und in einer mehrteiligen Zeitschriftenserie der monatlich erscheinenden Computerzeitschrift 64’er zwischen November 1984 und Dezember 1985 veröffentlicht. Das Programm wurde parallel zu einem mehrteiligen Maschinensprachekurs „Assembler ist keine Alchemie“ in der gleichen Zeitschrift veröffentlicht. Durch den Kurs und die weite Verbreitung der Zeitschrift erreichte das leistungsfähige Programm einen hohen Bekanntheitsgrad und wurde von vielen Programmierern des C-64 als Assembler, Monitor und Disassembler benutzt.
Ebenfalls in der 64’er wurde die Erweiterung dmon als MSE-Listing (MaschinenSpracheEditor, aus den 64’er-Heften) veröffentlicht, die den Zugriff auf den Speicher eines angeschlossenen Diskettenlaufwerks 1541  ermöglichte.
Das Smon-Programm wurde später mehrmals wiederveröffentlicht, unter anderem in dem 64’er-Sonderheft Assembler für Anfänger und Fortgeschrittene als auch in dem Buch Assembler ist keine Alchemie. Auch in Emulatoren wurde der Smon später integriert, so z. B. im Emulator Power 64 für das Betriebssystem Mac OS.